# Graniczna Placówka Kontrolna Pietrowice
Graniczna Placówka Kontrolna Pietrowice – zlikwidowany pododdział Wojsk Ochrony Pogranicza wykonujący kontrolę graniczną osób, towarów i środków transportu bezpośrednio w przejściu granicznym na granicy z Czechosłowacją.

Graniczna Placówka Kontrolna Straży Granicznej w Pietrowicach – zlikwidowana graniczna jednostka organizacyjna Straży Granicznej wykonująca kontrolę graniczną osób, towarów i środków transportu bezpośrednio w przejściach granicznych na granicy z Czechosłowacją/Republiką Czeską.
Placówka Straży Granicznej w Pietrowicach – zlikwidowana graniczna jednostka organizacyjna Straży Granicznej realizująca zadania w ochronie granicy państwowej na granicy z Republiką Czeską.

## Formowanie i zmiany organizacyjne
Jesienią 1946 sformowany został drogowy Przejściowy Punkt Kontrolny Pietrowice (PPK Pietrowice) kategorii C o etacie nr 7/12. W 1947 przeformowany na kategorię D według etatu nr 7/33W 1948 nastąpiła kolejna reorganizacja Wojsk Ochrony Pogranicza. Oddziały WOP przeformowano w brygady Ochrony Pogranicza, a GPK WOP Pietrowice przemianowano na Graniczną Placówkę Ochrony Pogranicza Pietrowice kategorii D i przeformowano według etatu nr 7/54. W 1950 przeformowana na etat nr 096/27 i przeniesiona do Głuchołaz. Na jej bazie sformowano Punkt Kontrolny Małego Ruchu Granicznego (PK MRG) w Pietrowicach podległy pod Strażnicę WOP Krase Pole. Włączona w etat nr 352/2 4 Brygady WOP.
Graniczna Placówka Kontrolna Pietrowice została sformowana w 1972 w strukturach 4.Górnośląskiej Brygady WOP. W 1976 zniesiona została numeracja brygad WOP. Wówczas to zarządzeniem DWOP z 17 lutego 1976 i 25 lipca 1976 przyjęto tylko nazwę „regionalną” Górnośląska Brygada WOP i GPK Pietrowice w jej strukturach funkcjonowała do 15 maja 1991.
Straż Graniczna:
16 maja 1991 po rozwiązaniu Wojsk Ochrony Pogranicza, Graniczna Placówka Kontrolna Pietrowice weszła w podporządkowanie Śląskiego Oddziału Straży Granicznej w Raciborzu (ŚlOSG) i przyjęła nazwę Graniczna Placówka Kontrolna Straży Granicznej w Pietrowicach.
W 2000 rozpoczęła się reorganizacja struktur Straży Granicznej związana z przygotowaniem Polski do wstąpienia, do Unii Europejskiej i przystąpieniem do Traktatu z Schengen. Podczas restrukturyzacji wprowadzono kompleksową ochronę granicy już na najniższym szczeblu organizacyjnym tj. strażnica i graniczna placówka kontrolna. Wprowadzona całościowa ochrona granicy zniosła podział na graniczne jednostki organizacyjne ochraniające tylko tzw. „zieloną granicę” i prowadzące tylko kontrole ruchu granicznego. W wyniku tego, 2 stycznia 2003 GPK SG w Pietrowicach przejęła wraz z obsadą etatową pod ochronę odcinek granicy państwowej, po zlikwidowanej strażnicy SG w Krasnym Polu.

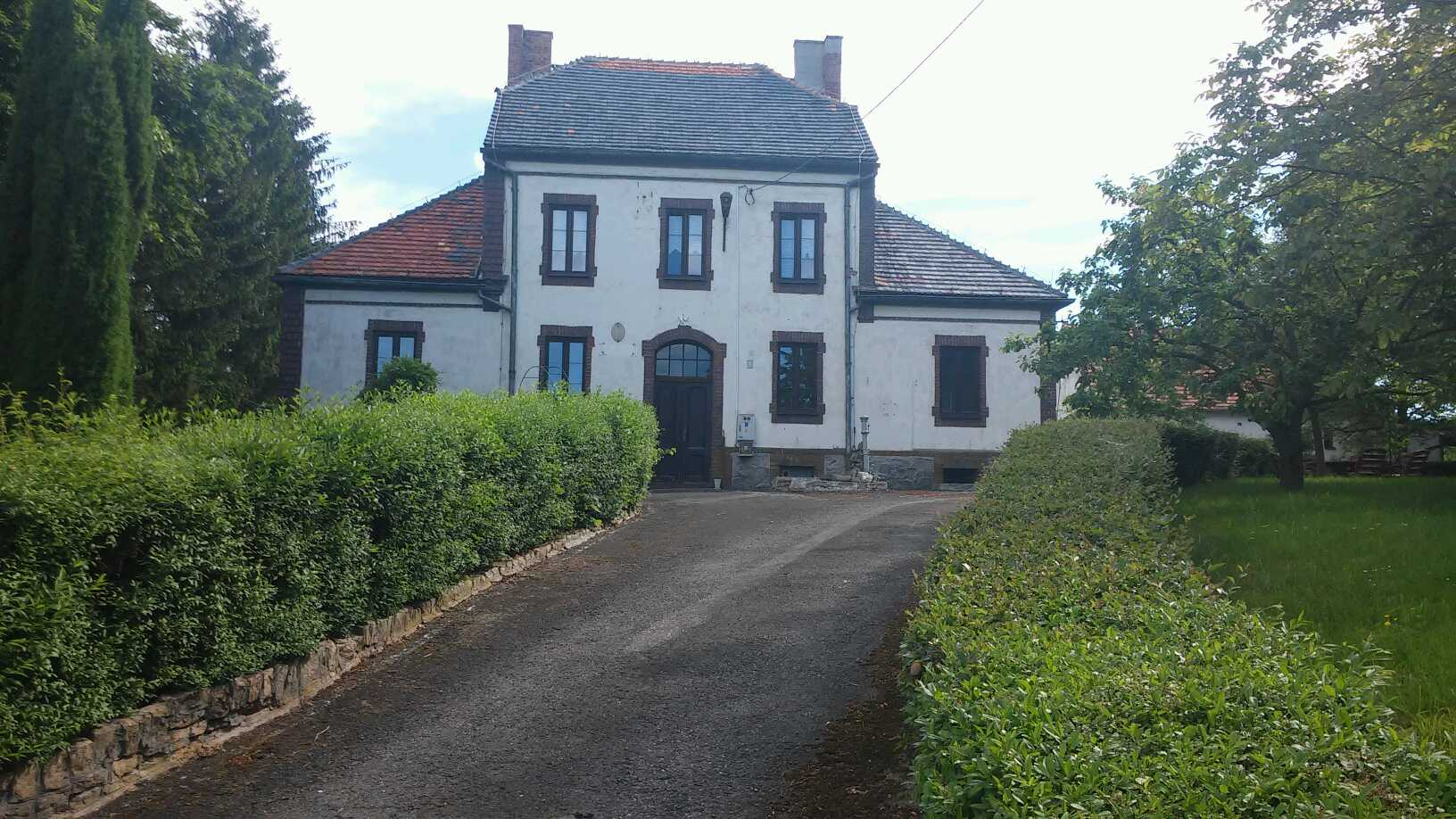
Od 2.01.2003 siedziba GPK SG/Placówki SG w Pietrowicach/Opolu (czerwiec 2015)

Od 2 stycznia 2003 miejscem dyslokacji GPK SG w Pietrowicach był obiekt po byłej strażnicy SG w Krasnym Polu.
Jako Graniczna Placówka Kontrolna Straży Granicznej w Pietrowicach funkcjonowała do 23 sierpnia 2005 i 24 sierpnia 2005 Ustawą z 22 kwietnia 2005 O zmianie ustawy o Straży Granicznej... została przekształcona na Placówkę Straży Granicznej w Pietrowicach (Placówka SG w Pietrowicach) z miejscem dyslokacji w Krasnym Polu. Znacznie rozszerzono także uprawnienia komendantów, m.in. w zakresie działań podejmowanych wobec cudzoziemców przebywających na terytorium RP.
Jako Placówka SG w Pietrowicach z miejscem dyslokacji w Krasnym Polu funkcjonowała do 15 stycznia 2008, kiedy to została zlikwidowana. Ochraniany przez placówkę odcinek granicy państwowej, przejęła Placówka Straży Granicznej w Opolu (Placówka SG w Opolu) z tymczasową siedzibą w Krasnym Polu.

## Ochrona granicy
Straż Graniczna:
1 czerwca 2001 na odcinku strażnicy SG w Pomorzowicach zostało uruchomione drogowe przejście graniczne, w którym kontrolę graniczną osób, towarów i środków transportu wykonywała załoga GPK SG w Pietrowicach.
- Pomorzowiczki-Osoblaha.

2 stycznia 2003 GPK SG w Pietrowicach przejęła pod ochronę odcinek granicy państwowej, po rozformowanej strażnicy SG w Krasnym Polu:
- Włącznie znak graniczny nr II/87, wyłącznie znak gran. nr II/109.

### Podległe przejścia graniczne
Stan z 15 maja 1991
- Pietrowice-Krnov

Straż Graniczna:
Stan z 20 grudnia 2007
- Pietrowice-Krnov – do 21.12.2007
- Pomorzowiczki-Osoblaha – 1.06.2001–21.12.2007
- Chomiąża-Chomýž – 2.01.2003–21.12.2007
- Lenarcice-Linhartovy – 2.01.2003–21.12.2007
- Gadzowice-Rusín – 24.07.2006–21.12.2007.

## Wydarzenia
- 13 grudnia 1981–22 lipca 1983 – (stan wojenny w Polsce), po wprowadzeniu ograniczeń w ruchu granicznym część niewykorzystanej kadry GPK przerzucono do strażnic w celu wspomożenia bezpośredniej ochrony granicy. W stan gotowości były postawione pododdziały odwodowe.[8].

## Sąsiednie graniczne jednostki organizacyjne
- Strażnica SG w Pilszczu ⇔ Strażnica SG w Pomorzowicach – 2.01.2003–23.08.2005
- Placówka SG w Kietrzu ⇔ Placówka SG w Pomorzowicach – 24.08.2005–15.01.2008.

## Dowódcy/komendanci granicznej placówki kontrolnej

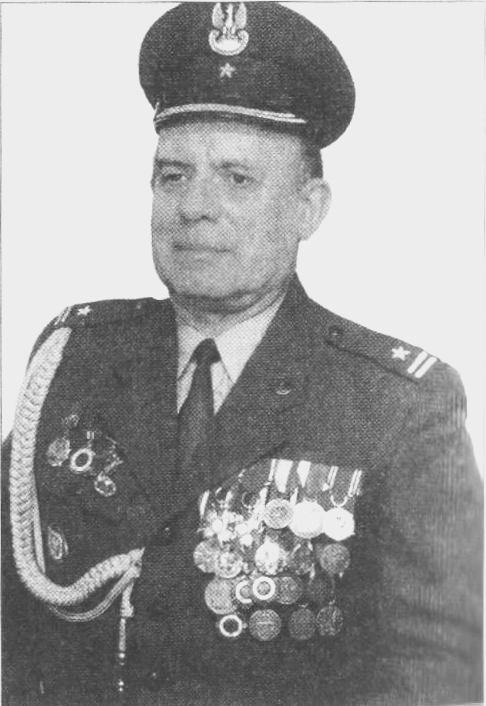
mjr SG Wirgiliusz Przychodzki (1992)

- por. Stanisław Wiśniewski[9]
- mjr/ppłk Kazimierz Górecki[10][9] (od 1972)
- kpt./mjr Wirgiliusz Przychodzki[9] (był w 1984[11]–1.04.1991[12][13]).

Komendanci GPK SG:
- mjr SG Wirgiliusz Przychodzki (był 2.04.1991[14])[e]
- por. SG/mjr SG Krzysztof Hartabus[f]

Komendant placówki SG:
- mjr SG/ppłk SG Zbigniew Gajek[15] – do rozformowania[g].